# A Vadócok epizódjainak listája
Ez a lap a Vadócok című animációs sorozat epizódjainak listája. Magyarországon 2018. október 15-én adta le a Cartoon Network.

## Évados áttekintés
| Évad | Évad | Epizódok | Eredeti sugárzás  | Eredeti sugárzás  | Magyar sugárzás    | Magyar sugárzás    |
| Évad | Évad | Epizódok | Évadpremier       | Évadfinálé        | Évadpremier        | Évadfinálé         |
| ---- | ---- | -------- | ----------------- | ----------------- | ------------------ | ------------------ |
|      | 1    | 40       | 2018. március 30. | 2019. március 11. | 2018. október 15.  | 2019. december 3.  |
|      | 2    | 40       | 2019. március 18. | 2020. június 11.  | 2019. augusztus 2. | 2020. december 20. |
|      | 3    | 40       | 2020. június 21.  | 2021. július 2.   | 2021. július 19.   | 2022. február 7.   |
|      | 4    | 40       | 2021. október 25. | 2023. május 29.   | 2022. július 25.   | 2023. június 8.    |
|      | 5    | 10       | 2023. július 10.  | 2023. július 14.  | 2023. november 6.  | 2023. november 15  |
|      | 6    | 10       | 2024. június 1.   | 2024. november 1. | 2024. október 7.   | 2024. október 11.  |

## Pilot
| #     | Angol cím          | Magyar cím | Írta                         | Rendezte                  | Eredeti premier   | Magyar premier    | Gyártási kód |
| ----- | ------------------ | ---------- | ---------------------------- | ------------------------- | ----------------- | ----------------- | ------------ |
| PILOT | Craig of the Creek | Vadócok    | Nick Cross és Robert Alvarez | Matt Burnett és Ben Levin | 2017. december 1. | Nem került adásba | TBA          |

- A magyar cím nem hivatalos.

## 1. évad
| #   | #   | Angol cím                     | Magyar cím                  | Írta                                  | Eredeti premier     | Magyar premier     | Amerikai nézzetség (millió fő) |
| --- | --- | ----------------------------- | --------------------------- | ------------------------------------- | ------------------- | ------------------ | ------------------------------ |
| 1.  | 1.  | Itch to Explore               | A felfedezők sorsa          | Madeline Queripel                     | 2018. március 30.   | 2018. október 15.  | 0.83                           |
| 2.  | 2.  | You're It                     | Az érintés hatalma          | Matt Burnett és Ben Levin             | 2018. március 30.   | 2018. október 15.  | 0.83                           |
| 3.  | 3.  | Jessica Goes to the Creek     | Jessica az erdőbe megy      | Tiffany Ford és Michelle Xin          | 2018. március 31.   | 2018. október 16.  | 0.67                           |
| 4.  | 4.  | The Final Book                | Az utolsó kötet             | Carmen Liang és Charmaine Verhagen    | 2018. március 31.   | 2018. október 17.  | 0.79                           |
| 5.  | 5.  | Too Many Treasures            | Túl sok a kincsem           | Katie Aldworth és Jason Dwyer         | 2018. március 31.   | 2018. október 18.  | 0.85                           |
| 6.  | 6.  | Wildernessa                   | A vadon őre                 | Dashawn Mahone és Najja Porter        | 2018. április 2.    | 2018. október 19.  | 0.68                           |
| 7.  | 7.  | Sunday Clothes                | Az ünnepi ruha              | Deena Beck és Angel Lorenzana         | 2018. április 6.    | 2018. október 23.  | 0.90                           |
| 8.  | 8.  | Escape from Family Dinner     | A családi vacsora           | Tiffany Ford és Michael Yates         | 2018. április 9.    | 2018. október 22.  | 0.67                           |
| 9.  | 9.  | Monster in the Garden         | Szörny a kertben            | Lamar Abrams és Jeff Liu              | 2018. április 13.   | 2018. október 25.  | 0.74                           |
| 10. | 10. | The Curse                     | Az átok                     | Charmaine Verhagen és Amber Cragg     | 2018. április 16.   | 2018. október 24.  | 0.57                           |
| 11. | 11. | Dog Decider                   | A bátor kutya               | Deena Beck és Angel Lorenzana         | 2018. április 20.   | 2018. október 26.  |                                |
| 12. | 12. | Bring Out Your Beast          | Hozd a szörnyedet!          | Jason Dwyer és Tiffany Ford           | 2018. április 23.   | 2018. október 29.  |                                |
| 13. | 13. | Lost in the Sewers            | Elveszve a csatornában      | Jon Feria és Mark Galez               | 2018. április 27.   | 2018. október 30.  |                                |
| 14. | 14. | The Future Is Cardboard       | A karton jövője             | Dashawn Mahone és Najja Porter        | 2018. április 30    | 2018. október 31.  |                                |
| 15. | 15. | The Brood                     | A bogárpáncél               | Kris Mukai és Charmaine Verhagen      | 2018. május 7.      | 2018. november 1.  |                                |
| 16. | 16. | Under the Overpass            | Az alagút                   | Dashawn Mahone és Najja Porter        | 2018. július 9.     | 2018. november 7.  |                                |
| 17. | 17. | The Invitation                | A meghívás                  | Deena Beck és Angel Lorenzana         | 2018. július 9.     | 2018. november 2.  |                                |
| 18. | 18. | Vulture's Nest                | A keselyű fészke            | Tiffany Ford és Jason Dwyer           | 2018. július 9.     | 2018. november 8.  |                                |
| 19. | 19. | Kelsey Quest                  | Kelsey megbízatása          | Tiffany Ford és Jason Dwyer           | 2018. július 9.     | 2018. november 5.  |                                |
| 20. | 20. | JPony                         | J Póni                      | Angel Lorenzana és Charmaine Verhagen | 2018. július 9.     | 2018. november 6.  |                                |
| 21. | 21. | Ace of Squares                | A bajnok                    | Dashawn Mahone és Najja Porter        | 2018. augusztus 27. | 2019. július 8.    |                                |
| 22. | 22. | Doorway to Helen              | Átjáró Helenhez             | Deena Beck és Angel Lorenzana         | 2018. augusztus 28. | 2019. július 10.   |                                |
| 23. | 23. | The Last Kid in the Creek     | Az utolsó gyerek az erdőben | Jason Dwyer és Tiffany Ford           | 2018. augusztus 29. | 2019. július 9.    |                                |
| 24. | 24. | The Climb                     | A famászás                  | Katie Aldworth és Malcolm Pryor       | 2018. augusztus 30. | 2019. július 11.   |                                |
| 25. | 25. | Big Pinchy                    | Nagy Csipesz                | Charmaine Verhagen és Niki Yang       | 2018. augusztus 31. | 2019. július 12.   |                                |
| 26. | 26. | The Kid from 3030             | A srác 3030-ból             | Dashawn Mahone és Najja Porter        | 2018. október 1.    | 2019. július 15.   |                                |
| 27. | 27. | Power Punchers                | Erős öklök                  | Jason Dwyer és Tiffany Ford           | 2018. október 2.    | 2019. július 16.   |                                |
| 28. | 28. | Creek Cart Racers             | A kocsiverseny              | Deena Beck és Angel Lorenzana         | 2018. október 3.    | 2019. július 17.   |                                |
| 29. | 29. | Secret Book Club              | A titkos könyvklub          | Katie Aldworth és Aleth Romanillos    | 2018. október 4.    | 2019. július 18.   |                                |
| 30. | 30. | Jextra Perrestrial            | A földönkívüli              | Charmaine Verhagen és Niki Yang       | 2018. november 5.   | 2019. július 19.   |                                |
| 31. | 31. | The Takeout Mission           | A küldetés                  | Dashawn Mahone és Najja Porter        | 2018. november 6    | 2019. július 22.   |                                |
| 32. | 32. | Dinner at the Creek           | Vacsora az erdőben          | Deena Beck és Angel Lorenzana         | 2018. november 7.   | 2019. július 24.   |                                |
| 33. | 33. | Jessica's Trail               | Jessica nyomában            | Jason Dwyer és Tiffany Ford           | 2018. november 8.   | 2019. július 23.   |                                |
| 34  | 34. | Bug City                      | A bogarak városa            | Katie Aldworth és Drew Green          | 2019. január 28.    | 2019. július 25.   |                                |
| 35. | 35. | Deep Creek Salvage            | Kutatás a mélyben           | Dashawn Mahone és Najja Porter        | 2019. február 4.    | 2019. július 29.   |                                |
| 36. | 36. | The Shortcut                  | A rövidebb út               | Charmaine Verhagen és Niki Yang       | 2019. február 11.   | 2019. július 26.   |                                |
| 37. | 37. | Dibs Court                    | A tárgyalás                 | Jason Dwyer és Tiffany Ford           | 2019. február 18.   | 2019. július 30.   |                                |
| 38. | 38. | The Great Fossil Rush         | A fosszílialáz              | Deena Beck és Angel Lorenzana         | 2019. február 25.   | 2019. július 31.   |                                |
| 39. | 39. | The Mystery of the Timekeeper | Az időmérő titka            | Jason Dwyer és Tiffany Ford           | 2019. március 4.    | 2019. december 3.  |                                |
| 40. | 40  | Alone Quest                   | Egyedül                     | Katie Aldworth és Drew Green          | 2019. március 11.   | 2019. augusztus 1. |                                |

## 2. évad
| #   | #   | Angol cím                         | Magyar cím                      | Írta                                                              | Eredeti premier     | Magyar premier              | Amerikai nézeteség (millió) |
| --- | --- | --------------------------------- | ------------------------------- | ----------------------------------------------------------------- | ------------------- | --------------------------- | --------------------------- |
| 1.  | 41. | Memories of Bobby                 | Emlékek Bobbyról                | Charmaine Verhagen & Niki Yang                                    | 2019. március 18.   | 2019. augusztus 2.          | 0.48                        |
| 2.  | 42. | Jacob of the Creek                | Az új fiú                       | Dashawn Mahone és Najja Porter                                    | 2019. március 18.   | 2019. december 2.           | 0.48                        |
| 3.  | 43. | Return of the Honeysuckle Rangers | A csillagvirág csapat visszatér | Deena Beck és Angel Lorenzana                                     | 2019. március 25.   | 2019. december 4.           | 0.36                        |
| 4.  | 44. | Kelsey the Elder                  | Kelsey a vének tagja            | Katie Aldworth és Ashley Tahilan                                  | 2019. április 1.    | 2019. december 6.           | 0.43                        |
| 5.  | 45. | Sour Candy Trials                 | A savanyúcukor                  | Dashawn Mahone és Najja Porter                                    | 2019. április 1.    | 2019. december 9.           | 0.43                        |
| 6.  | 46. | Fort Williams                     | A Williams erőd                 | Lamar Abrams és Charmaine Verhagen                                | 2019. május 10.     | 2019. december 5.           | 0.34                        |
| 7.  | 47. | The Other Side                    | A túloldalon                    | Jason Dwyer, Tiffany Ford, Dashawn Mahone, és Najja Porter        | 2019. június 22.    | 2020. április 27.           | 0.38                        |
| 8.  | 48. | The Other Side                    | A túloldalon                    | Jason Dwyer, Tiffany Ford, Dashawn Mahone, és Najja Porter        | 2019. június 22.    | 2020. április 27.           | 0.38                        |
| 9.  | 49. | Summer Wish                       | A kívánság                      | Katie Aldworth és Ashley Tahilan                                  | 2019. június 29.    | 2019. december 13.          | 0.42                        |
| 10. | 50. | Turning the Tables                | A bosszú                        | Deena Beck és Angel Lorenzana                                     | 2019. július 6.     | 2020. április 28.           | 0.29                        |
| 11. | 51. | Kelsey the Author                 | Kelsey, az író                  | Katie Aldworth és Ashley Tahilan                                  | 2019. július 13.    | 2020. április 30.           | 0.33                        |
| 12. | 52. | Council of the Creek              | Az erdő tanácsa                 | Jason Dwyer és Tiffany Ford                                       | 2019. július 20.    | 2019. december 10.          | 0.34                        |
| 13. | 53. | Sparkle Cadet                     | A tündöklő lány                 | Deena Beck és Angel Lorenzana                                     | 2019. július 27.    | 2019. december 11.          | 0.40                        |
| 14. | 54. | Cousin of the Creek               | Az unokatesó                    | Dashawn Mahone és Najja Porter                                    | 2019. augusztus 3.  | 2020. május 1.              | 0.35                        |
| 15. | 55. | Camper on the Run                 | A szökevény táborozó            | Annisa Adjani és Charmaine Verhagen                               | 2019. augusztus 10. | 2020. április 29.           | 0.44                        |
| 16. | 56. | Stink Bomb                        | A bűzfelhő                      | Drew Green és Charmaine Verhagen                                  | 2019. augusztus 17. | 2019. december 12.          | 0.49                        |
| 17. | 57. | The Evolution of Craig            | Craig fejlődése                 | Katie Aldworth és Ashley Tahilan                                  | 2019. augusztus 24. | 2020. május 7.              | 0.51                        |
| 18. | 58. | The Haunted Dollhouse             | Szellem a babaházban            | Tiffany Ford és Charmaine Verhagen                                | 2019. október 26.   | 2020. december 8.           | 0.46                        |
| 19. | 59. | Craig and the Kid's Table         | Craig és a gyerekasztal         | Dashawn Mahone, Najja Porter, Tiffany Ford, és Charmaine Verhagen | 2019. november 23.  | 2020. december 10.          |                             |
| 20. | 60. | Craig and the Kid's Table         | Craig és a gyerekasztal         | Dashawn Mahone, Najja Porter, Tiffany Ford, és Charmaine Verhagen | 2019. november 23.  | 2020. december 10.          |                             |
| 21. | 61. | Creek Daycare                     | Az erdei óvoda                  | Jason Dwyer és Tiffany Ford                                       | 2020. április 18.   | 2020. május 4.              |                             |
| 22. | 62. | Sugar Smugglers                   | A cukorcsempészek               | Deena Beck és Angel Lorenzana                                     | 2020. április 18.   | 2020. május 5.              |                             |
| 23. | 63. | Sleepover at J.P.'s               | Éjszaka JP-éknél                | Marie Lum és Charmaine Verhagen                                   | 2020. április 25.   | 2020. május 6.              |                             |
| 24. | 64. | Tea Timers' Ball                  | A teázók bálja                  | Dashawn Mahone és Najja Porter                                    | 2020. április 25.   | 2020. december 7.           |                             |
| 25. | 65. | The Cardboard Identity            | A kartonember                   | Jason Dwyer és Kellye Perdue                                      | 2020. május 2.      | 2020. december 7.           |                             |
| 26. | 66. | Ancients of the Creek             | Régi korok gyermekei            | Deena Beck és Angel Lorenzana                                     | 2020. május 2.      | 2020. december 8.           |                             |
| 27. | 67. | Mortimor to the Rescue            | Mortimer, a megmentő            | Katie Aldworth és Ashley Tahilan                                  | 2020. május 9.      | 2020. december 9.           |                             |
| 28. | 68. | Secret in a Bottle                | Titok az üvegben                | Jason Dwyer és Kellye Perdue                                      | 2020. május 9.      | 2020. december 9.           |                             |
| 29. | 69. | Trading Day                       | Egy kereskedő napja             | Deena Beck és Angel Lorenzana                                     | 2020. május 16.     | 2020. december 11.          |                             |
| 30. | 70. | Crisis at Elder Rock              | Krízis a vének sziklájában      | Katie Aldworth és Ashley Tahilan                                  | 2020. május 16.     | 2020. december 11.          |                             |
| 31. | 71. | Kelsey the Worthy                 | Ki méltó a kardra?              | Dashawn Mahone és Najja Porter                                    | 2020. május 23.     | 2020. december 14.          |                             |
| 32. | 72. | The End Was Here                  | Így kezdődött                   | Jason Dwyer és Drew Green                                         | 2020. május 23.     | 2020. december 14.          |                             |
| 33. | 73. | In the Key of the Creek           | Kulcs az erdőben                | Tara Helfer és Ashley Tahilan                                     | 2020. június 8.     | 2020. december 18.          |                             |
| 34. | 74. | The Children of the Dog           | Kutyát akarok!                  | Deena Beck és Angel Lorenzana                                     | 2020. június 8.     | 2020. december 15.          |                             |
| 35. | 75. | Jessica Shorts                    | Jessica jelenetei               | Tiffany Ford és Charmaine Verhagen                                | 2020. június 9.     | 2020. december 20.(YouTube) |                             |
| 36. | 76. | Ferret Quest                      | Menyétvadászat                  | Katie Aldworth és Ashley Tahilan                                  | 2020. június 9.     | 2020. december 15.          |                             |
| 37. | 77. | Into the Overpast                 | Az átjáróban                    | Dashawn Mahone és Najja Porter                                    | 2020. június 10.    | 2020. december 16.          |                             |
| 38. | 78. | The Time Capsule                  | Az időkapszula                  | Lamar Abrams és Jason Dwyer                                       | 2020. június 10.    | 2020. december 16.          |                             |
| 39. | 79. | Beyond the Rapids                 | A zúgón túl                     | Deena Beck és Angel Lorenzana                                     | 2020. június 11.    | 2020. december 17.          |                             |
| 40. | 80. | The Jinxening                     | Megbabonázva                    | Tiffany Ford és Charmaine Verhagen                                | 2020. június 11.    | 2020. december 17.          |                             |

## 3. évad
| #   | #    | Angol cím                                 | Magyar cím                                     | Írta                                                                       | Eredeti premier     | Magyar premier    | Amerikai nézettség (millió) |
| --- | ---- | ----------------------------------------- | ---------------------------------------------- | -------------------------------------------------------------------------- | ------------------- | ----------------- | --------------------------- |
| 1.  | 81.  | The Other Side: The Tournament            | A torna                                        | Angel Lorenzana, Dashawn Mahone, Najja Porter és Ashley Tahilan            | 2020. június 21.    | 2021. július 19.  | 0.23                        |
| 2.  | 82.  | The Other Side: The Tournament            | A torna                                        | Angel Lorenzana, Dashawn Mahone, Najja Porter és Ashley Tahilan            | 2020. június 21.    | 2021. július 19.  | 0.23                        |
| 3.  | 83.  | The Ground is Lava!                       | Lávaföld                                       | Lamar Abrams és Charmaine Verhagen                                         | 2020. június 29.    | 2021. július 20.  | 0.40                        |
| 4.  | 84.  | Council of the Creek: Operation Hive-Mind | A méhkas hadművelet                            | Deena Beck és Amish Kumar                                                  | 2020. június 30.    | 2021. július 20.  | 0.37                        |
| 5.  | 85.  | The Bike Thief                            | A kerékpár tolvaj                              | Jason Dwyer és Roan Helfer                                                 | 2020. július 1.     | 2021. július 21.  | 0.43                        |
| 6.  | 86.  | Craig of the Beach                        | A strandon                                     | Dashawn Mahone és Najja Porter                                             | 2020. július 2.     | 2021. július 21.  | 0.41                        |
| 7.  | 87.  | Plush Kingdom                             | A plüss birodalom                              | Angel Lorenzana és Ashley Tahilan                                          | 2020. augusztus 24. | 2021. július 22.  | 0.30                        |
| 8.  | 88.  | The Ice Pop Trio                          | A jégkrémes trió                               | Lamar Abrams és Charmaine Verhagen                                         | 2020. augusztus 25. | 2021. július 22.  | 0.32                        |
| 9.  | 89.  | Pencil Break Mania                        | Ceruzatörő mánia                               | Deena Beck és Amish Kumar                                                  | 2020. augusztus 26. | 2021. július 23.  | 0.29                        |
| 10. | 90.  | The Last Game of Summer                   | A vakáció utolsó napja                         | Jason Dwyer és Roan Helfer                                                 | 2020. augusztus 27. | 2021. július 23.  | 0.34                        |
| 11. | 91.  | Trick or Creek                            | A fejnélküli szelleme                          | Deena Beck, Jason Dwyer, Roan Helfer és Amish Kumar                        | 2020. október 19.   | 2021. október 4.  | 0.26                        |
| 12. | 92.  | Trick or Creek                            | A fejnélküli szelleme                          | Deena Beck, Jason Dwyer, Roan Helfer és Amish Kumar                        | 2020. október 19.   | 2021. október 4.  | 0.26                        |
| 13. | 93.  | Fall Anthology                            | Mese az őszről                                 | Dashawn Mahone és Najja Porter                                             | 2020. október 20.   | 2021. július 26.  | 0.30                        |
| 14. | 94.  | Afterschool Snackdown                     | Nassoló                                        | Angel Lorenzana és Ashley Tahilan                                          | 2020. október 21.   | 2021. július 26.  | 0.21                        |
| 15. | 95.  | Creature Feature                          | Egy valódi szörny                              | Lamar Abrams és Charmaine Verhagen                                         | 2020. október 22.   | 2021. július 27.  | 0.34                        |
| 16. | 96.  | King of Camping                           | A kempingezés királya                          | Dashawn Mahone és Najja Porter                                             | 2020. október 23.   | 2021. július 27.  | 0.21                        |
| 17. | 97.  | The Rise and Fall of the Green Poncho     | A Zöld Poncsós felemelkedése és bukása         | Angel Lorenzana és Ashley Tahilan                                          | 2020. december 28.  | 2021. július 28.  | 0.22                        |
| 18. | 98.  | I Don't Need a Hat                        | Nem kell nekem sapka!                          | Lamar Abrams és Charmaine Verhagen                                         | 2020. december 29.  | 2021. október 5.  | 0.25                        |
| 19. | 99.  | Alternate Creekiverse                     | Alternatív valóság                             | Deena Beck és Amish Kumar                                                  | 2020. december 30.  | 2021. július 29.  | 0.28                        |
| 20. | 100. | Snow Day                                  | Hószünet                                       | Jason Dwyer és Roan Helfer                                                 | 2020. december 31.  | 2021. október 5.  | 0.33                        |
| 21. | 101. | Winter Break                              | Rendkívüli szünet                              | Angel Lorenzana, Dashawn Mahone, Najja Porter és Ashley Tahilan            | 2021. január 18.    | 2021. október 6.  | 0.39                        |
| 22. | 102. | Winter Break                              | Rendkívüli szünet                              | Angel Lorenzana, Dashawn Mahone, Najja Porter és Ashley Tahilan            | 2021. január 18.    | 2021. október 6.  | 0.39                        |
| 23. | 103. | Snow Place Like Home                      | Az otthon melege                               | Lamar Abrams és Charmaine Verhagen                                         | 2021. február 6.    | 2021. október 7.  | 0.32                        |
| 24. | 104. | Breaking the Ice                          | Törd meg a jeget                               | Dashawn Mahone és Najja Porter                                             | 2021. február 13.   | 2021. október 8.  | 0.25                        |
| 25. | 105. | Winter Creeklympics                       | Erdei Téli Olimpia                             | Deena Beck és Amish Kumar                                                  | 2021. február 20.   | 2021. október 7.  | 0.20                        |
| 26. | 106. | Welcome to Creek Street                   | Az erdő utcája                                 | Jason Dwyer és Roan Helfe                                                  | 2021. február 27.   | 2021. október 8.  | 0.28                        |
| 27. | 107. | Fan or Foe                                | Ellenség vagy barát                            | Angel Lorenzana és Ashley Tahilan                                          | 2021. március 6.    | 2021. október 9.  | 0.23                        |
| 28. | 108. | The New Jersey                            | Az új pulcsi                                   | Lamar Abrams és Charmaine Verhagen                                         | 2021. március 13.   | 2021. október 9.  | 0.26                        |
| 29. | 109. | The Sunflower                             | A napraforgó                                   | Deena Beck, Anatola Howard és Amish Kumar                                  | 2021. március 20.   | 2021. október 10. | 0.32                        |
| 30. | 110. | Craig World                               | Craig világa                                   | Jason Dwyer és Roan Helfer                                                 | 2021. március 27.   | 2021. október 10. | 0.32                        |
| 31. | 111. | Body Swap                                 | Testcsere                                      | Najja Porter és Dashawn Mahone                                             | 2021. június 7.     | 2021. október 11. | 0.20                        |
| 32. | 112. | Copycat Carter                            | Az utánzó                                      | Angel Lorenzana és Ashley Tahilan                                          | 2021. június 8.     | 2021. október 11. | 0.14                        |
| 33. | 113. | Brother Builder                           | A barkácsoló tesó                              | Pearl Low és Richie Pope                                                   | 2021. június 9.     | 2021. október 12. | 0.15                        |
| 34. | 114. | Jessica the Intern                        | Jessica, a gyakornok                           | Deena Beck és Amish Kumar                                                  | 2021. június 10.    | 2021. október 12. | 0.16                        |
| 35. | 115. | Capture the Flag Part 1: The Candy        | Szerezd meg a zászlót Első rész: A cukorka     | Roan Everly és Angel Lorenzana                                             | 2021. június 28.    | 2022. február 7.  | 0.54                        |
| 36. | 116. | Capture the Flag Part 2: The King         | Szerezd meg a zászlót Második rész: A király   | Deena Beck és Amish Kumar                                                  | 2021. június 29.    | 2022. február 7.  | 0.37                        |
| 37. | 117. | Capture the Flag Part 3: The Legend       | Szerezd meg a zászlót Harmadik rész: A legenda | Lamar Abrams és Charmaine Verhagen                                         | 2021. június 30.    | 2022. február 7.  | 0.40                        |
| 38. | 118. | Capture the Flag Part 4: The Plan         | Szerezd meg a zászlót Negyedik rész: A terv    | Jason Dwyer és Ashley Tahilan                                              | 2021. július 1.     | 2022. február 7.  | 0.44                        |
| 39. | 119. | Capture the Flag Part 5: The Game         | Szerezd meg a zászlót Ötödik rész: A játék     | Jason Dwyer, Dashawn Mahone, Leiana Nitura, Najja Porter és Ashley Tahilan | 2021. július 2.     | 2022. február 7.  | 0.48                        |
| 40. | 120. | Capture the Flag Part 5: The Game         | Szerezd meg a zászlót Ötödik rész: A játék     | Jason Dwyer, Dashawn Mahone, Leiana Nitura, Najja Porter és Ashley Tahilan | 2021. július 2.     | 2022. február 7.  | 0.48                        |

## 4. évad
| #   | #    | Angol cím                   | Magyar cím                    | Írta                               | Eredeti premier    | Magyar premier     |
| --- | ---- | --------------------------- | ----------------------------- | ---------------------------------- | ------------------ | ------------------ |
| 1.  | 121. | The Legend of the Library   | A könyvtár legendája          | Jason Dwyer és Angel Lorenzana     | 2021. október 25.  | 2022. július 29.   |
| 2.  | 122. | Locked Out Cold             | Kizárva                       | Lamar Abrams és Charmaine Verhagen | 2021. december 6.  | 2022. augusztus 1. |
| 3.  | 123. | Beyond the Overpass         | A felüljárón túl              | Dashawn Mahone és Najja Porter     | 2022. január 17.   | 2022. július 25.   |
| 4.  | 124. | Sink or Swim Team           | Ússz az árral, vagy elmerülsz | Leiana Nitura és Ashley Tahilan    | 2022. január 17.   | 2022. július 25.   |
| 5.  | 125. | The Quick Name              | A gúnynév                     | Jason Dwyer és Angel Lorenzana     | 2022. január 17.   | 2022. július 26.   |
| 6.  | 126. | The Chef's Challenge        | A főzőpárbaj                  | Deena Beck és Amish Kumar          | 2022. január 17.   | 2022. július 26.   |
| 7.  | 127. | The Sparkle Solution        | A tündöklő Lány megoldása     | Pearl Low és Richie Pope           | 2022. január 17.   | 2022. július 27.   |
| 8.  | 128. | Better Than You             | Jobb vagyok nálad             | Lamar Abrams és Charmaine Verhagen | 2022. január 17.   | 2022. július 27.   |
| 9.  | 129. | The Dream Team              | Az álomcsapat                 | Dashawn Mahone és Najja Porter     | 2022. január 17.   | 2022. július 28.   |
| 10. | 130. | Fire & Ice                  | Tűz és Jég                    | Leiana Nitura és Ashley Tahilan    | 2022. január 17.   | 2022. július 28.   |
| 11. | 131. | Chrono Moss                 | Mocsárváros                   | Pearl Low és Richie Pope           | 2022. április 11.  | 2022. augusztus 1. |
| 12. | 132. | In Search of Lore           | Kincskeresés                  | Leiana Nitura és Ashley Tahilan    | 2022. április 12.  | 2022. augusztus 2. |
| 13. | 133. | Opposite Day                | Fordított nap                 | Jason Dwyer és Angel Lorenzana     | 2022. április 13.  | 2022. augusztus 3. |
| 14. | 134. | Adventures in Baby Casino   | Kaland a bébi kaszinóban      | Lamar Abrams és Charmaine Verhagen | 2022. április 14.  | 2022. augusztus 4. |
| 15. | 135. | Creek Talent Extravaganza   | A tehetségkutató              | Deena Beck és Amish Kumar          | 2022. április 15.  | 2022. augusztus 2. |
| 16. | 136. | Dodgy Decisions             | Nehéz döntések                | Deena Beck és Amish Kumar          | 2022. április 18.  | 2022. július 29.   |
| 17. | 137. | Hyde & Zeke                 | A bújócskázó fiú              | Leiana Nitura és Ashley Tahilan    | 2022. április 19.  | 2022. augusztus 4. |
| 18. | 138. | The Anniversary Box         | Az ajándék doboz              | Pearl Low és Richie Pope           | 2022. április 20.  | 2022. augusztus 3. |
| 19. | 139. | Lost & Found                | Talált tárgyak osztálya       | Jason Dwyer és Angel Lorenzana     | 2022. április 21.  | 2022. augusztus 5. |
| 20. | 140. | Grandma Smugglers           | Embercsempészek               | Deena Beck és Amish Kumar          | 2022. április 22.  | 2022. augusztus 5. |
| 21. | 141. | The Champion's Hike         | A bajnokok ösvénye            | Leiana Nitura és Ashley Tahilan    | 2022. július 11.   | 2022. december 13. |
| 22. | 142. | Bored Games                 | Unatkozós játék               | Pearl Low és Richie Pope           | 2022. július 12.   | 2022. december 12. |
| 23. | 143. | Scoutguest                  | A vendég                      | Deena Beck és Danny Cragg          | 2022. július 13.   | 2022. december 13. |
| 24. | 144. | My Stare Lady               | Farkasszem                    | Jason Dwyer és Angel Lorenzana     | 2022. július 14.   | 2022. december 14. |
| 25. | 145. | Silver Fist Returns         | Ezüst Ököl visszatér          | Lamar Abrams és Charmaine Verhagen | 2022. július 15.   | 2022. december 12. |
| 26. | 146. | Craig to the Future         | A jövőbeli Craig              | Leiana Nitura és Ashley Tahilan    | 2022. november 7.  | 2022. december 15. |
| 27. | 147. | Craig of the Street         | Craig, az utca vadóca         | Pearl Low és Richie Pope           | 2022. november 8.  | 2022. december 14. |
| 28. | 148. | Puppy Love                  | Kutyaszeretet                 | Lamar Abrams és Charmaine Verhagen | 2022. november 9.  | 2022. december 15. |
| 29. | 149. | Galactic Goodbyes           | Galaktikus dal                | Pearl Low és Richie Pope           | 2022. november 10. | 2023. április 19.  |
| 30. | 150. | Back to Cool                | Divathét                      | Jason Dwyer és Angel Lorenzana     | 2022. november 11. | 2023. április 20.  |
| 31. | 151. | The Jump Off                | Az ugrálóverseny              | Pearl Low és Richie Pope           | 2023. április 3.   | 2023. április 17.  |
| 32. | 152. | The Cow-Boy and Marie       | A cowboy és Marie             | Lamar Abrams és Charmaine Verhagen | 2023. április 4.   | 2023. április 18.  |
| 33. | 153. | The Cursed Word             | Az elátkozott szó             | Deena Beck és Molly Flood          | 2023. április 5.   | 2023. április 18.  |
| 34. | 154. | Craiggy & the Slime Factory | A nyálkagyár                  | Jason Dwyer és Angel Lorenzana     | 2023. április 6    | 2023. április 19.  |
| 35. | 155. | A Tattle Tale               | Árulkodók                     | Deena Beck és Brittney Williams    | 2023. április 7.   | 2023. április 17.  |
| 36. | 156. | Craig of the Campus         | A campuson                    |                                    | 2023. május 29.    | 2023. június 5.    |
| 37. | 157. | Wheels Collide              | Összeakasztott kerekek        |                                    | 2023. május 29.    | 2023. június 6.    |
| 38. | 158. | Bernard of the Creek        | Bernard az erdőben            |                                    | 2023. május 29.    | 2023. június 7.    |
| 39. | 159. | Bernard of the Creek        | Bernard az erdőben            |                                    | 2023. május 29.    | 2023. június 7.    |
| 40. | 160. | Left in the Dark            | A sötétben                    |                                    | 2023. május 29.    | 2023. június 8.    |

## 5. évad
| #    | #   | Angol cím                   | Magyar cím                         | Írta                                                                            | Eredeti premier  | Magyar premier     |
| ---- | --- | --------------------------- | ---------------------------------- | ------------------------------------------------------------------------------- | ---------------- | ------------------ |
| 161. | 1.  | Who Is the Red Poncho?      | Kicsoda a Vörös Poncsós?           | Charmaine Verhagen és Lamar Abrams                                              | 2023. július 10. | 2023. november 6.  |
| 162. | 2.  | The Once and Future King    | Az egykori és a jövendőbeli király | Deena Beck és Molly Flood                                                       | 2023. július 10. | 2023. november 7.  |
| 163. | 3.  | War of the Pieces           | Harc a kockákért                   | Ashley Tahilan, Leiana Nitura, Jason Dwyer és Angel Lorenzana                   | 2023. július 11. | 2023. november 8.  |
| 164. | 4.  | War of the Pieces           | Harc a kockákért                   | Ashley Tahilan, Leiana Nitura, Jason Dwyer és Angel Lorenzana                   | 2023. július 11. | 2023. november 8.  |
| 165. | 5.  | A League of Maya's Own      | Maya története                     | Richie Pope és Pearl Low                                                        | 2023. július 12. | 2023. november 9.  |
| 166. | 6.  | The Cheese Stands Alone     | Egyedül                            | Charmaine Verhagen és Lamar Abrams                                              | 2023. július 12. | 2023. november 10. |
| 167. | 7.  | The Team Up                 | Összefogás                         | Deena Beck és Danica Dickison                                                   | 2023. július 13. | 2023. november 13. |
| 168. | 8.  | Putting Together the Pieces | A kockák összerakása               | Richie Pope és Pearl Low                                                        | 2023. július 13. | 2023. november 14. |
| 169. | 9.  | Heart of the Forest         | Az Erdő Szíve                      | Jason Dwyer, Leiana Nitura, Ifesinachi Orijekwe, Ashley Tahilan és Jones Wiedle | 2023. július 14. | 2023. november 15. |
| 170. | 10. | Heart of the Forest         | Az Erdő Szíve                      | Jason Dwyer, Leiana Nitura, Ifesinachi Orijekwe, Ashley Tahilan és Jones Wiedle | 2023. július 14. | 2023. november 15. |

## 6. évad
| #    | #   | Angol cím                     | Magyar cím            | Írta                            | Eredeti premier   | Magyar premier    |
| ---- | --- | ----------------------------- | --------------------- | ------------------------------- | ----------------- | ----------------- |
| 171. | 1.  | Rise and Shine                | Ki korán kel...       | Pearl Low és Richie Pope        | 2024. június 1.   | 2024. október 7.  |
| 172. | 2.  | Sleep Talk JP                 | JP, az alvajáró       | Jason Dwyer és J.N. Wiedle      | 2024. június 8.   | 2024. október 7.  |
| 173. | 3.  | Toman's House"                | A Toman ház           | Leiana Nitura és Ashley Tahilan | 2024. június 15.  | 2024. október 8.  |
| 174. | 4.  | Whose Dimension Is It Anyway? | A kvantum kaland      | Pearl Low és Richie Pope        | 2024. június 22.  | 2024. október 8.  |
| 175. | 5.  | Dude, Where's My Bobby?"      | Haver, hol van Bobby? | Leiana Nitura és Ashley Tahilan | 2024. június 29.  | 2024. október 9.  |
| 176. | 6.  | The Slumber Party             | A pizsiparti          | Lamar Abrams és Deena Beck      | 2024. július 6.   | 2024. október 9.  |
| 177. | 7.  | The Elders of the Creek       | Az Erdő Vénei         | Leiana Nitura és Ashley Tahilan | 2024. november 1. | 2024. október 10. |
| 178. | 8.  | JP's Bucket List              | JP bakancslistája     | Pearl Low és Richie Pope        | 2024. november 1. | 2024. október 10. |
| 179. | 9.  | The Little Warrior            | A kis harcos          | Jason Dwyer és J.N. Wiedle      | 2024. november 1. | 2024. október 11. |
| 180. | 10. | See You Tomorrow at the Creek | Holnap találkozunk    | Lamar Abrams és Deena Beck      | 2024. november 1. | 2024. október 11. |

## Film
| #  | Angol cím              | Magyar cím              | Rendezte                  | Írta | Eredeti premier    | Magyar premier  |
| -- | ---------------------- | ----------------------- | ------------------------- | --- | ------------------ | --------------- |
| 1. | Craig Before the Creek | Vadócok: Az első kaland | Matt Burnett és Ben Levin | Matt Burnett, Tiffany Ford, Ashleigh Hairston, Ben Levin, Dashawn Mahone, Najja Porter és Jeff Trammell | 2023. december 11. | 2024. június 8. |